# Kosugi Tengai

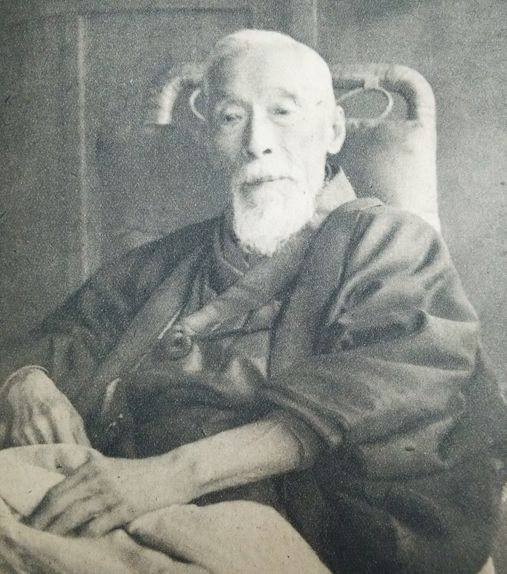
Kosugi Tengai

Kosugi Tengai (japanisch 小杉 天外; wirklicher Name: Kosugi Tamezō (小杉 為蔵); * 7. November 1865 Rokugō (heute: Misato), Präfektur Akita; † 1. September 1952) war ein japanischer Schriftsteller.

## Leben und Wirken
Kosugi Tengai wurde in der Präfektur Akita geboren, zog 1886 nach Tōkyō und besuchte dort ein College, das er aber bald wieder verließ. Ab 1891 bildete er sich unter Saitō Ryokuu (1867–1904) weiter. 1897 begann er für das Magazin „Shincho Gekkan“ (新潮月刊) zu arbeiten, wechselte aber dann zur Zeitung „Hōchi Shimbun“ (報知新聞).
Kosugi begann seine literarische Laufbahn als Autor von leichter Unterhaltungsliteratur, bevor er sich, vor allem unter dem Eindruck der Werke Émile Zolas, dem japanischen Naturalismus zuwandte. Mit Werken wie Hatsusugata (はつ姿, 1900), Hayari-uta (はやり唄) und Makaze koikaze (魔風恋風, 1903) gilt er als einer der Pioniere dieser literarischen Richtung in Japan.
1948 wurde Kosugi in die Japanische Akademie der Künste (Nihon Geijutsu-in) gewählt.